# Petrus Ingevaldi Tornevallius
Petrus Ingevaldi Tornevallius, död 1633 i Östra Tollstads församling, Östergötland, var en svensk präst.

## Biografi
Petrus Ingevaldi Tornevallius blev 1620 student vid Uppsala universitet och prästvigdes 10 juli 1622. Han blev strax  därefter kyrkoherde i Östra Tollstads församling och avled där 1633.

### Familj
Tornevallius var gift med Sara Pädersdotter (död 1681). Hon var dotter till kyrkoherden Petrus Erici Wadstenensis i Östra Tollstads församling. De fick tillsammans barnen borgmästaren och postmästaren Per Tollsten (1629–1700) i Lund och stadsnotarien Johan Tollsten (död 1686) i Linköping. Efter Tornevallius död gifte Sara Pädersdotter om sig med kyrkoherden Ericus Laurentii Brask i Östra Tollstads församling.